# Gabonjin
Gabonjin je selo na otoku Krku, u općini Dobrinj, u Republici Hrvatskoj.

## Prvi spomen i porijeklo naziva
Gabonjin se prvi put spominje već u 14. st. u glagoljskom zapisu komunskog pisca Vida Tavela 1376. godine. 
Prema toponomastičaru Ivi Jelenoviću, naziv sela je zapravo posvojni pridjev s nastavkom –in, a od nekog Gabonja. S obzirom na to da je Gabonja bilo starohrvatsko vlastito ime, Jelenović zaključuje da je mjesto vrlo staro, vjerojatno puno starije od njegovog prvog spomena.

## Smještaj
Gabonjin se nalazi na zapadnom dijelu općine Dobrinj, u unutrašnjosti otoka, te ulazi u krug naselja tzv. visoke zone Dobrinjštine.

## Stanovništvo
Prema popisu stanovništva iz 2001. godine, u Gabonjinu je živjelo 177 stanovnika. 
Prvi poznati podatak o broju stanovnika potječe iz 1780. godine kada je Gabonjin imao 26 kuća i 109 stanovnika. Prema crkvenim podatcima, koja u stanovništvo ubraja i privremeno odsutne, 1898. godine u Gabonjinu je živjelo već 409 stanovnika, a 1935. godine dosegao je maksimum s 492 stanovnika. 
Međutim, prema službenim popisima stanovništva, mjesto je imalo najveći broj stanovnika 1900. godine, njih 427. Od tada do danas slijedi kontinuirani pad broja žitelja. To se, uostalom, poklapa i s demografskim stanjem čitave općine Dobrinj koja je svoj maksimum broja stanovnika dosegla početkom 20. st. njih 4046. Pad broja žitelja Gabonjina je postepen sve do 1981. kada općenito prestaje depopulacija na otoku prvenstveno zbog izlaska iz prometne izolacije gradnjom Krčkog mosta prema kopnu i „Zračne luke Rijeka“ te razvojem turizma. Međutim, s obzirom na to da je Gabonjin udaljen od mora, nije doživio turistički procvat pa nije došlo do porasta stanovništva, već samo do njegove stagnacije: 1981. 179. stanovnika, 1991. 177 stanovnika, dakle isto koliko i prema popisu 2001. godine.
| broj stanovnika | 266   | 292   | 328   | 383   | 427   | 400   | 389   | 373   | 333   | 306   | 222   | 196   | 180   | 199   | 177   | 201   | 191   |
|                 | 1857. | 1869. | 1880. | 1890. | 1900. | 1910. | 1921. | 1931. | 1948. | 1953. | 1961. | 1971. | 1981. | 1991. | 2001. | 2011. | 2021. |

## Gospodarstvo
Većina mještana radi izvan svog mjesta stanovanja, u obližnjoj Malinskoj, Omišlju, Krku, Rijeci. Važniju granu gospodarstva čini poljoprivreda, ali pretežno samo kao dopunski izvor prihoda. S obzirom na to da je Gabonjin u unutrašnjosti otoka, gotovo u njegovom središtu, znatno udaljen od mora, dugo nije imao turističkih smještajnih kapaciteta, ponude ni sadržaja.

## Znamenitosti
- Na vrhu brežuljka Sv. Petra nalazi se stara crkva sv. Petra koja se spominje već u 14. st., ali je vjerojatno puno starija. Na to navodi izvještaj mletačkog providura Antonia Vinciguerre od 10. studenog 1480. godine., u kojem stoji da je već tada bila ruševna. Predana je dobrinjskom kaptolu koji ju obnavlja, a kasnije joj dodaje i ložu. 1892. godine je proširena. Međutim, 1951. godine u mjestu je izgrađena nova crkva Presvetog Srca Isusovog.

- Danas prema crkvi sv. Petra vodi put glagoljaša, edukativna staza s tematikom glagoljice, duga dvjestotinjak metara.[5]

## Vanjske poveznice
- službene stranice općine Dobrinj  Arhivirana inačica izvorne stranice od 16. veljače 2010. (Wayback Machine)
- sela Dobrinjštine
- Gabonjin.com - web stranica o Gabonjinu